# Els falsificadors
 Els falsificadors  (Die Fälscher) és una pel·lícula austro-alemanya de Stefan Ruzowitzky. La història és inspirada en l'operació Bernhard, una operació secreta nazi durant la Segona Guerra Mundial que pretenia imprimir i inundar la Gran Bretanya de falses lliures esterlines. La pel·lícula és centrada sobre el falsificador Salomon Sorowitsch i l'impressor Burger que són obligats a fer les falsificacions per als alemanys en el camp de concentració de Sachsenhausen. La història es recolza en el llibre autobiogràfic d'Adolf Burger, un jueu eslovac deportat, impressor d'ofici i implicat en aquesta operació. Aquesta pel·lícula ha estat doblada al català.

## Argument
Berlín 1936: Salomon Sorowitsch, coneguat com Sally, un falsificador d'excepció, és detingut i enviat a un camp de concentració. El 1942, és enviat per supervisar un equip d'impressors, il·lustradors, banquers i tipògrafs, tots jueus, al camp de concentració de Sachsenhausen per fabricar falsos bitllets per a una valor de 130 milions de lliures esterlines. Haurien de servir per pagar la guerra i desestabilitzar l'economia britànica. L'operació amb els lliures esterlines és un veritable èxit.
Ara els nazis la volen repetir amb el dòlar dels EUA. Però el grup de falsificadors no és de cap manera unànime sobre el fet que tot seria permés per sobreviure al camp. Sobretot, l'impressor comunista Adolf Burger intenta sabotejar. Sally, el pragmatista i bon vivant es veu atrapat entre els fronts del conflicte moral, perquè d'una banda sap que Burger té raó, però d'altra banda no només assumeix la responsabilitat d'ell mateix sinó també de la seva gent. Com que el temps apressa, Herzog el comandant del camp augmenta la pressió i comença a enfrontar els falsificadors els uns amb els altres.

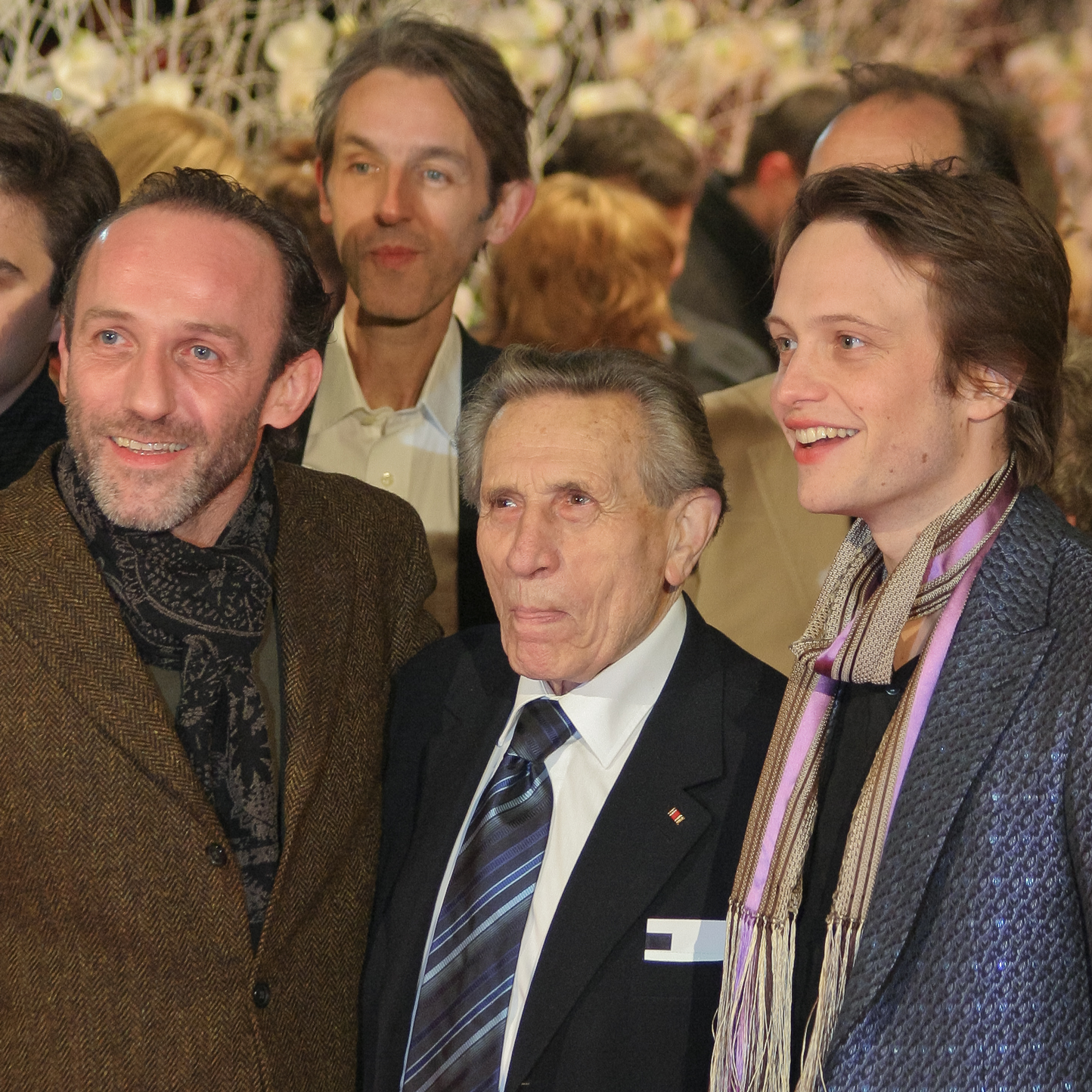
Karl Markovics, Adolf Burger & August Diehl a la Berlinale, per l'estrena, el 2007
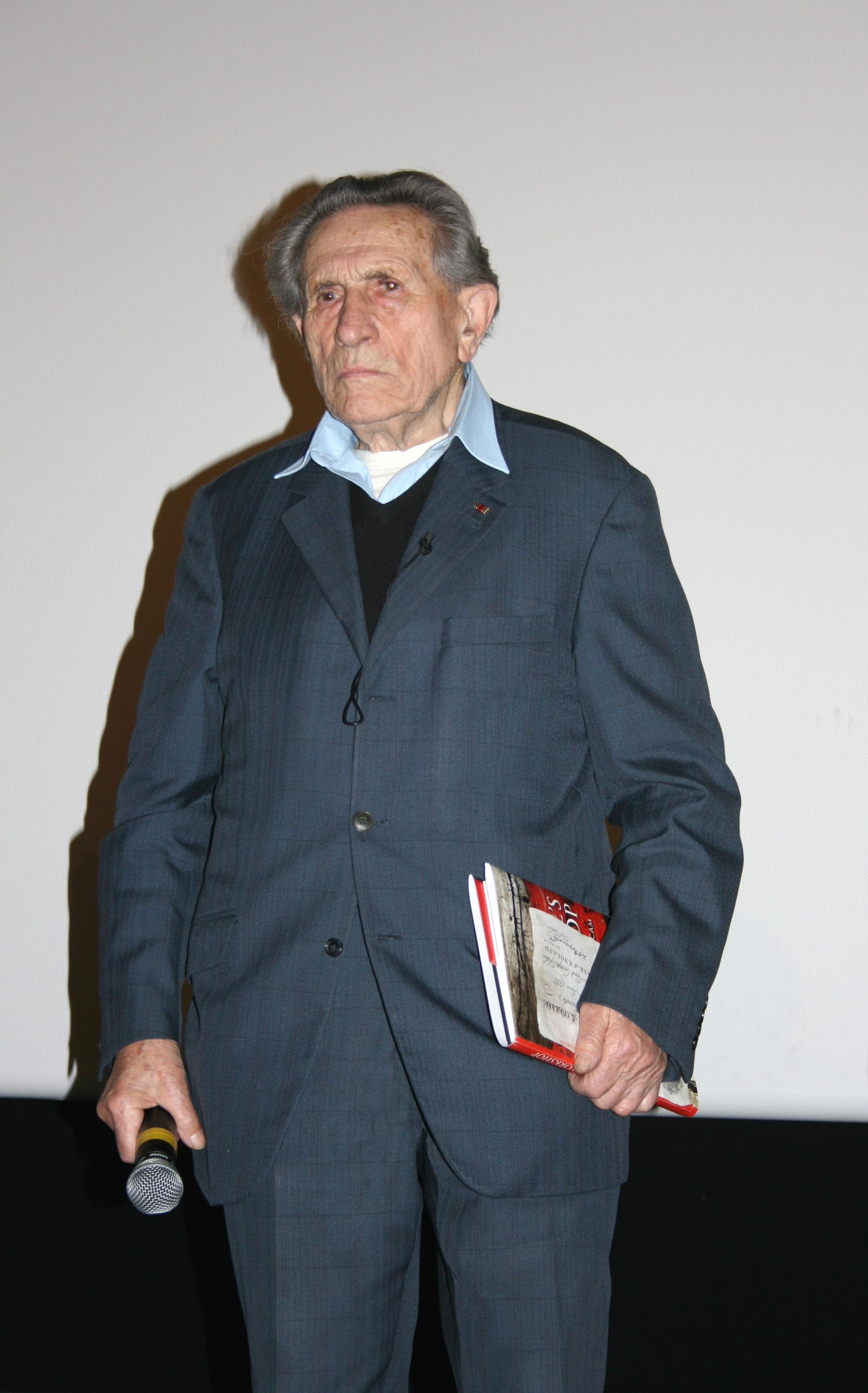
Adolf Burger a l'estrena francesa, el 2008

## Repartiment
| Personatge                                                                                            | Actor                   | Veu catalana          |
| --- | ----------------------- | --------------------- |
| Salomon Sorowitsch, conegut com Sally, falsificador jueu encarregat de supervisar l'Operació Bernhard | Karl Markovics          | Domènec Farrell       |
| Adolf Burger, el fotogravador que vol sabotejar l'operació                                            | Agust Diehl             | Sergi Zamora          |
| Sturmbannführer Friedrich Herzog, comandant del camp de Sachsenhausen                                 | Devid Striesow          | Juan Antonio Bernal   |
| Hauptscharführer Holst, l'abjecte n°2 del camp                                                        | Martin Brambach         | Eduard Elias          |
| Dr. Klinger                                                                                           | August Zirner           | Pep Torrents          |
| Atze, el responsable entre els jueus designat pels nazis                                              | Veit Stübner            | Gal Soler             |
| Kolya Karloff, el jove pres originari d'Odessa                                                        | Sebastian Urzendowsky   | Carles Lladó          |
| Zilinski, el presoner que no suporta els sabotatges de Burger                                         | Andreas Schmidt         | Enric Isasi-Isasmendi |
| Dr. Viktor Hahn                                                                                       | Tilo Prückner           | Fèlix Benito          |
| Loszek, el presoner que s'assabenta de la mort dels seus fills                                        | Lenn Kudrjawizki        |                       |
| Abramovic                                                                                             | Norman Stoffregen       |                       |
| Presoner de la dutxa                                                                                  | Bernd Raucamp           | Joaquim Sota          |
| Director del banc                                                                                     | Erik Jan Rippmann       | Oriol de Balle        |
| Croupier                                                                                              | Michael Blohn           | Norbert Ibero         |
| Hans                                                                                                  | Arndt Schwering-Sohnrey | Marc Zanni            |
| dama                                                                                                  | Lilly Kruger            | Esther Solans         |
| Major                                                                                                 | Holger Schober          | Ignasi Abdal          |
| presoners, guàrdies, veus addicionals                                                                 |                         | Cesc Martínez         |

## Reconeixement
- Oscar a la millor pel·lícula de parla no anglesa[6]
- Deutscher Filmpreis: Millor paper secundari per a Devid Striesow[3] Stefan Ruzowitzky també hi va ser candidat per al guió i Karl Markovics per al millor actor.[3] També va ser proposat per a un Os d'Or a la Berlinale.